# 아에바 고손
아에바 고손 (饗庭 篁村, August 15, 1855 – June 20, 1922)은 일본의 작가이자 연극평론가이자 서예인이다. 본명은 아에바 요사부로(饗庭與三郎)이다. 그는 또한 "대나무 오두막집의 주인(竹の屋主人)"이라고 불렸다.
그는 도쿄 다이토구에서 태어났다.

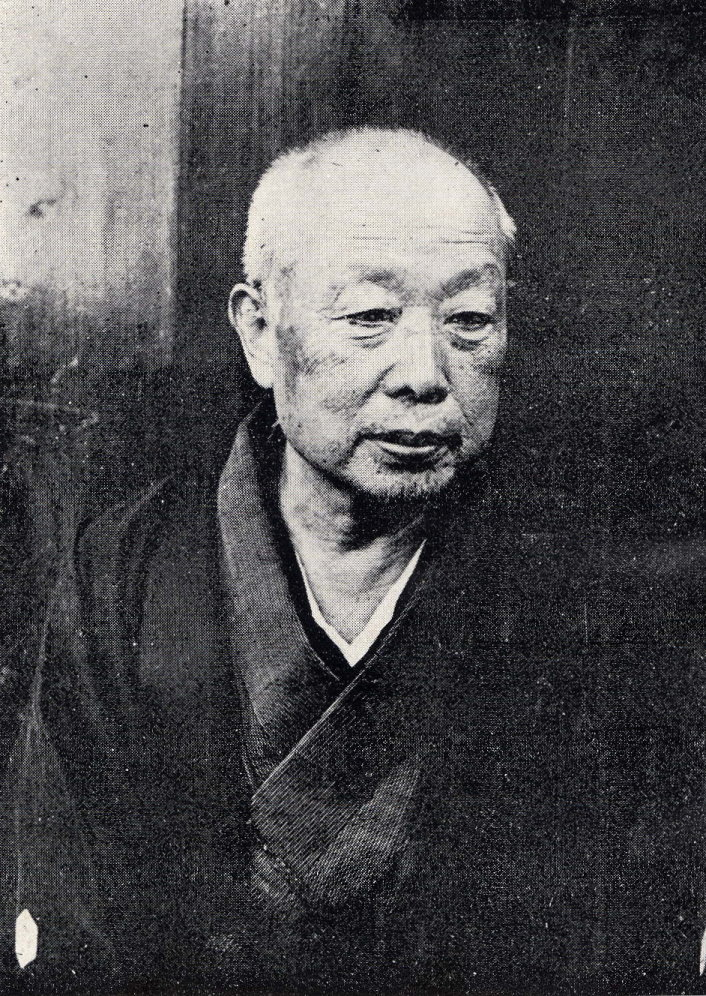
아에바 고손

그의 작업 중 하나는 에드거 앨런 포의 모르그 가의 살인 사건 번역이다. 그는 도쿄의 소메이 묘지에 묻혔다.

## 작업
- Tousei shounin katagi (当世商人気質 The Modern-Day Mercantile Spirit). Serialized in Yomiuri Shinbun, 1886-1889.
- Hito no uwasa (人の噂 Rumors). Serialized in Yomiuri Shinbun, 1886.
- Soumatou(走馬燈 Revolving Lantern). Published in Yomiuri Shinbun, 1886.
- Kontan (魂膽 Scheme). Published in Yomiuri Shinbun, 1888.
- Menbokutama (面目玉 Face). Published in Yomiuri Shinbun, 1889.
- Horidashimono (掘り出し物 Lucky Find). Yoshioka Shoseki, 1888.
- Ryouya (良夜 Moonlit Night). 1889.
- Kakeochi no kakeochi (驅落の驅落 Running Away from Running Away).
- Haikai kichigai (俳諧気違ひ Haikai Crazy).

## 같이 보기
- 일본 문학